# Любно (Новгородская область)
Любно — деревня в Марёвском муниципальном районе Новгородской области, входит в состав Молвотицкого сельского поселения.

## География
Деревня расположена на правобережье реки Пола, в 10 км к северу от административного центра сельского поселения — села Молвотицы. Близ Любно расположена особо охраняемая природная территория (с 1996 года) — памятник природы «Петля реки Пола у д. Любно».

## История
О древнем заселении здешних мест свидетельствуют памятники археологии находящиеся в 700 м севернее деревни, на правом берегу реки Пола: сопка VIII—X вв. и селище VIII—XIII веков.
В списке населённых мест Демянского уезда Новгородской губернии за 1909 год деревня Любно (числом жителей — 43), что указана на земле Ожеедского сельского общества, погост Любно (числом жителей — 17), что был на церковной земле, посёлок Верёвкина — Любно (числом жителей — 10), посёлок Егорова, Исакова и др. — Любно (числом жителей — 15), и сельцо Лазарева, Дмитриева и др. — Любно (числом жителей — 37) — указаны на территории Молвотицкой волости, на погосте тогда была церковь и школа, в первое воскресение после 1-го октября, проходила ежегодная ярмарка, в посёлке Верёвкина — Любно имелась мелочная лавка. В августе 1927 года, деревня Любно в составе Бутьковского сельсовета новообразованного Молвотицкого района новообразованного Новгородского округа в составе переименованной из Северо-Западной в Ленинградскую области. В ноябре 1928 года Бутьковский сельсовет был переименован в Любенский сельсовет. По постановлению ЦИК и СНК СССР от 23 июля 1930 года Новгородский округ был упразднён, а район перешёл в прямое подчинение Леноблисполкому. Германская оккупация — с конца 1941 года по февраль 1942 года; здесь проходили бои Торопецко-Холмской наступательной операции. С 1942 года в деревне есть братская могила советских воинов. Указом Президиума Верховного Совета РСФСР от 19 февраля 1944 года райцентр Молвотицкого района был перенесён из села Молвотицы в село Марёво. Указом Президиума Верховного Совета СССР от 5 июля 1944 года была образована Новгородская область и Молвотицкий район вошёл в её состав.
Во время неудавшейся всесоюзной реформы по делению на сельские и промышленные районы и парторганизации, в соответствии с решениями ноябрьского (1962 года) пленума ЦК КПСС «о перестройке партийного руководства народным хозяйством» с 10 декабря 1962 года был образован крупный Демянский сельский район, а административный Молвотицкий район 1 февраля 1963 года был упразднён. Любенский сельсовет тогда вошёл в состав Демянского сельского района. Пленум ЦК КПСС, состоявшийся 16 ноября 1964 года восстановил прежний принцип партийного руководства народным хозяйством, после чего Указом Верховного Совета РСФСР от 12 января 1965 года сельские районы были преобразованы вновь в административные районы и решением Новгородского облисполкома № 6 от 14 января 1965 года Любенский сельсовет и деревня в Демянском районе. По решению Новгородского облисполкома № 706 от 31 декабря 1966 года Любенский сельсовет и деревня из Демянского района были переданы во вновь созданный Марёвский район.
Решением Новгородского облисполкома № 425 от 17 ноября 1980 года название сельсовета с Любенский было изменено на Любенской. В те времена Любно было центральной усадьбой колхоза «Правда». После прекращения деятельности Любенского сельского Совета в начале 1990-х стала действовать Администрация Любенского сельсовета, которая была упразднена в начале 2006 года и деревня Любно, по результатам муниципальной реформы вошла в состав муниципального образования — Молвотицкое сельское поселение Марёвского муниципального района (местное самоуправление), по административно-территориальному устройству подчинена администрации Молвотицкого сельского поселения Марёвского района.

## Население
| 2010 | 2012 | 2013 | 2014 | 2015 | 2016 |
| ---- | ---- | ---- | ---- | ---- | ---- |
| 20   | ↗34  | ↘28  | →28  | ↘27  | →27  |

### Национальный состав
По переписи населения 2002 года, в деревне Любно проживали 32 человека (97 % русские)

## Инфраструктура
В Любно одна улица — Детская. В деревне в начале 2011 года имелось учреждения культуры — сельский библиотечный филиал.